# جیمی روی
جیمی روی (انگلیسی: Jimmy Roye؛ زادهٔ ۸ سپتامبر ۱۹۸۸) بازیکن فوتبال اهل فرانسه است.
از باشگاه‌هایی که در آن بازی کرده‌است می‌توان به باشگاه فوتبال پاریس اف سی اشاره کرد.